# 塞內卡 (新墨西哥州)
塞內卡（英語：Seneca）是位於美國新墨西哥州尤寧縣的非建制地區。

## 歷史
塞內卡的郵局自1908年營運至今。

## 地理
塞內卡所處的海拔為高於海平面1521米（即4990英呎），而該地所採用的時區為UTC-7，即北美山地时区（MST）。同時該地設有夏令時間，為UTC-7調快一小時，即UTC-6（MDT）。